# George S. Morison (ingénieur)
George Shattuck Morison est un ingénieur civil américain constructeur de ponts, né à New Bedford, Comté de Bristol (Massachusetts), le 19 décembre 1842, et mort à New York le 1er juillet 1903 .

## Biographie
Son père était un pasteur unitarien. À 14 ans, il suit les cours de la Phillips Exeter Academy et en sort diplômé à 16 ans. Il poursuit ses études à Harvard College où il obtient son diplôme de bachelor of art en 1863. Il entre ensuite à la Faculté de droit de Harvard (Harvard Law School) ou il reçoit le Bachelor of Laws en 1866. Il entre alors dans un cabinet d'avocats de New York et est admis au barreau. La pratique judiciaire ne lui plaisant pas, il décide de se tourner vers celle du génie civil bien qu'il n'ait des connaissances en mathématiques et mécanique très générales.
Il est recommandé à Octave Chanute — qui est alors ingénieur en chef — pour la construction du premier pont ferroviaire traversant le Missouri, à Kansas City, le pont tournant nommé Hannibal Bridge. Il arrive sur le site de construction le 16 octobre 1867 où il commence sa carrière d'ingénieur dont la compétence est déjà reconnue par un journal de Kansas City. Il est ensuite l'assistant de Chanute sur la voie de chemin de fer reliant Leavenworth, Lawrence et Galveston (LL&G) qui devait permettre un accès facile au bétail venant du Texas à Kansas City,. Il y reste jusqu'en juin 1871, puis il est nommé ingénieur en chef sur la ligne de chemin de fer Detroit, Eel River and Illinois. Il devient l'assistant de Chanute deux ans plus tard pour la ligne de chemin de fer Erie Railroad.
En 1875 il réussit deux opérations importantes : 
- avec la  Watson Bridge Company of Paterson, New Jersey, il remet en place en quarante jours un pont de cinq travées franchissant le fleuve Delaware qui avait été déplacé par la glace,
- il reconstruit en 86 jours le Portage Bridge, près d'Hornell, dans le comté de Steuben (New York), traversant la rivière Genesee.

Memphis Bridge ou Frisco Bridge.

Morison quitte la Erie Railroad company à la fin de 1875 pour créer avec George S. Field sa propre compagnie de construction basée à Buffalo (New York); Il est aussi le représentant aux États-Unis de la Baring Brothers, une institution financière de Londres qui a investi dans les chemins de fer américains. Pendant les cinq premières années, il va parcourir les lignes de chemin de fer pour faire des observations. Mais entre 1880 et 1901, il va construire de grands ponts permettant de franchir le Missouri, l'Ohio, le Columbia, le Snake. Son plus grand ouvrage est le Memphis Bridge, connu aujourd'hui sous le nom de Frisco Bridge, mis en service le 12 mai 1892 qui franchit le Mississippi. Ralph Modjeski a travaillé pour la société de Morison à partir de 1886 jusqu'à la fin de la construction du pont de Memphis.
Entre 1893 et 1900, à la suite d'un krach financier, l'activité de construction des ponts a notablement baissé. Il a alors occupé son temps à donner son avis sur des projets de construction. En 1894, il donne son avis sur un projet de pont pour franchir l'Hudson entre la 59e et la 69e rue. Il propose ensuite un projet pour un concours de construction du Rock Creek Bridge ou Taft Bridge, à Washington (district de Columbia), qu'il remporte et qui est construit en 1907. Puis il est désigné comme membre de la Isthmian Canal Commission qui doit donner son avis au président William McKinley sur la construction du canal devant traverser l'Amérique centrale. Cette commission donne un avis favorable au tracé par le Nicaragua, mais Morison fait un rapport sur l'avis de la minorité. La Commission rouvre alors le dossier et tranche finalement pour le tracé par Panama, le 18 janvier 1902. Il a été ensuite un des ingénieurs donnant leur avis concernant les projets présentés par le pont de Manhattan. Il a encore donné son avis sur plusieurs projets.
Il meurt subitement à New York le 1er juillet 1903.

## Quelques ouvrages
- Alton Bridge
- Maroon Creek Trestle (1887-1888)

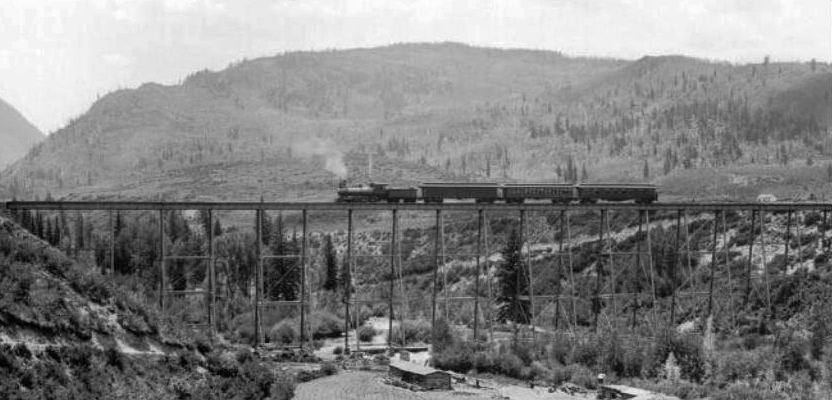
Maroon Creek Trestle

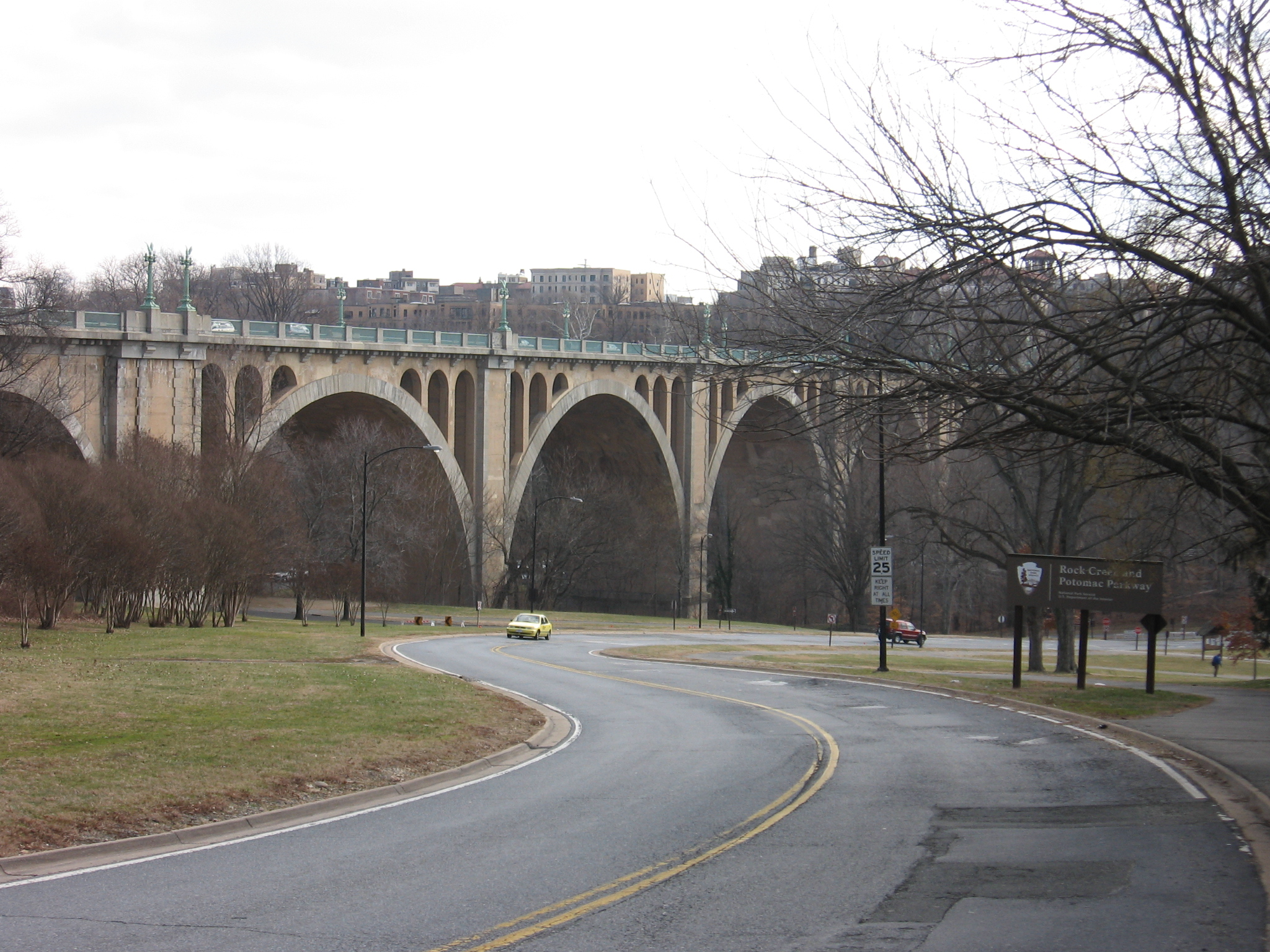
Taft Bridge

- Memphis ou Frisco Bridge (1888-1892)[4]
- Cairo Rail Bridge, terminé en 1889 mais remplacé en 1952
- Winona Railroad Bridge (1890-1891)
- Leavenworth Railroad Bridge (1892-1894)
- Bellefontaine Bridge (1892-1893)
- Taft Bridge (1897-1907)

## Citation
En 1895, pendant la conférence annuelle de l'ASCE, George Morison a dit que les ingénieurs étaient « les prêtres du développement technique ... prêtres des temps modernes sans superstition ».

### Biographie
- Henry Petroski, Engineers of dreams. Great bridge builders and the spanning of America, p. 152-153, 166, 172, 196, Vintage Books, New York, 1995  (ISBN 978-0-679-76021-4)